# مدرسه مرکزی سلطنتی گفتار و نمایش
مدرسه مرکز سلطنتی گفتار و نمایش(به انگلیسی: Royal Central School of Speech and Drama) توسط السی فوگرتی در سال ۱۹۰۶ به عنوان مدرسه مرکزی آموزش گفتار و هنر نمایشی تأسیس شد تا شکل جدیدی از آموزش در گفتار و نمایش را برای بازیگران جوان و سایر دانشجویان ارائه دهد. این دانشگاه در سال ۲۰۰۵ به یکی از کالج‌های دانشگاه لندن تبدیل شد و عضو کنسرواتوارهای بریتانیا و فدراسیون مدارس درام است.